# Oskar Kaczmarczyk
Oskar Kaczmarczyk (ur. 7 maja 1984 w Jaworznie) – statystyk klubów siatkarskich, męskiej i żeńskiej reprezentacji Polski. Pełnił również funkcję asystenta trenera w drużynie ZAKSA Kędzierzyn-Koźle. W 2019 roku został szkoleniowcem szwajcarskiego klubu Biogas Volley Näfels. Obecnie pełni rolę dyrektora sportowego oraz trenera analityka w Aluron CMC Warcie Zawiercie

## Sukcesy trenerskie

### klubowe
Mistrzostwo Grecji:
- 2018